# Conus designatus
Conus designatus é uma espécie de gastrópode do gênero Conus, pertencente a família Conidae.